# Lista komiksów publikowanych w „Fantastyce” i „Nowej Fantastyce”
Lista komiksów i serii komiksowych, które ukazały się drukiem na łamach Fantastyki i Nowej Fantastyki.
Lista posortowana jest alfabetycznie. Podany rok oznacza datę publikacji, lub jej początek w przypadku serii.
- Ο i Δ – scenariusz i rysunki: Piotr Kowalski, 1993.
- Amazonka Anyhia – scenariusz i rysunki Roberto Bonadimani, 1990.
- Astronauta – scenariusz i rysunki: Aleksander Ogaza, 1994.
- bez tytułu – scenariusz i rysunki: Marek Adamik, 1997.
- Biokopia – scenariusz i rysunki: Robert Sobota, 1997.
- Blokada – scenariusz i rysunki: Robert Sobota, 1997.
- Bohater – scenariusz i rysunki: Andrzej Janicki, 1994.
- Brama – scenariusz i rysunki: Aleksander Ogaza, 1995.
- Być Jedi – scenariusz i rysunki: NN, 1989.
- Chemia – scenariusz i rysunki: Aleksander Ogaza, 1996.
- Człowiek bez twarzy – scenariusz: Andrzej Krzepkowski, rysunki: Zbigniew Kasprzak, 1984.
- Czwartek – scenariusz i rysunki: Max Ernst, 1994.
- Dwa dni – scenariusz i rysunki: Aleksander Ogaza, 1995.
- Eksponat AX – scenariusz: Tadeusz Markowski, rysunki: Zbigniew Kasprzak, 1982.
- Fucha – scenariusz i rysunki: Robert H. Adler, 1997.
- Funky Koval – scenariusz: Maciej Parowski i Jacek Rodek, rysunki: Bogusław Polch, 1982 (Bez oddechu), 1985 (Sam przeciw wszystkim), 1991 (Wbrew sobie), 2011 (Wrogie przejęcie).
- Garfield – scenariusz i rysunki: Jim Davis, 1991.
- Głowa Kasandry – scenariusz: Marek Baraniecki, P. Karpiński, A. Wojnach, rysunki: Jarosław Musiał, 1992.
- Jestem waszymi oczami – scenariusz i rysunki: Rafał Szłapa, 1995.
- Koła i trójkąty – scenariusz i rysunki: Piotr Kowalski, 1993.
- Komisarz opowieść kosmiczna – scenariusz i rysunki: Krzysztof Gawronkiewicz, 1994.
- Kundle – scenariusz i rysunki: Robert H. Adler, 1998.
- Larkis – Pierwsza śmierć – scenariusz: Jacek Rodek, Wiktor Żwikiewicz, rysunki: Andrzej O. Nowakowski, 1988.
- Lil i Put – scenariusz: Maciej Kur, rysunki: Piotr Bednarczyk, Od 2017 co numer (aktualna seria).
- Macher – scenariusz i rysunki: Piotr Kowalski, 1994.
- Mad Marx – scenariusz i rysunki: Tomasz Niewiadomski, 1995.
- Mars 1977 – scenariusz i rysunki: Aleksander Ogaza, 1999.
- Mikropolis – scenariusz: Krzysztof Gawronkiewicz, rysunki: Dennis Wojda, 1995.
- Morphis – scenariusz i rysunki: Adrian Madej, 1997.
- Naród wybrany – scenariusz: Maciej Parowski, rysunki: Jarosław Musiał, 1992.
- (out) in sider – scenariusz i rysunki: Artur Sitnik, 1993.
- Ratman – scenariusz Grzegorz Janusz, Tomasz Niewiadomski, Maciej Parowski, rysunki: Tomasz Niewiadomski, 1994.
- Requiem – scenariusz: Radosław Kleczyński, rysunki: Andrzej Pieniążek, 1990.
- Romans kosmiczny – scenariusz i rysunki: Michelangelo Miani, 1988.
- Rynn Rysuje – rysunki i scenariusz Ryn, 2019.
- Rzeka z podwójnym dnem – scenariusz: Grzegorz Janusz, rysunki: Krzysztof Gawronkiewicz, 1995.
- Stalin versus Predator – scenariusz i rysunki: Tomasz Niewiadomski, 1996.
- Suzafonista – scenariusz i rysunki: Maciej Banaś, 2007
- Siła przeznaczenia – scenariusz i rysunki: Dariusz Dubiel, 1989.
- Unijny pociąg – scenariusz Maciej Parowski, rysunki Tomasz Niewiadomski, 2002.
- Wersja Bobo – scenariusz i rysunki: Tomasz Niewiadomski, 1993.
- Wieczny (Wieczna) – scenariusz i rysunki Roberto Bonadimani, 1990.
- Wiedźmin – scenariusz: Maciej Parowski, Andrzej Sapkowski, rysunki: Bogusław Polch, 1990.
- Wilcza klątwa – scenariusz: Rafał A. Ziemkiewicz, rysunki: Grzegorz W. Komorowski, 1988.
- X – scenariusz i rysunki: Tomasz Niewiadomski, 1997.
- Yans – scenariusz: André-Paul Duchâteau, rysunki: Grzegorz Rosiński, (Więzień wieczności) 1986.